# Gazprom
Gazprom (en rus: Газпром, acrònim de Газовая промышленность, transcrit: Gazovaia Promixlennost, que vol dir: "indústria del gas") és una societat anònima russa que es coneix sobretot per mor de l'extracció, el tractament i el transport de gas natural. Ha sigut un dels protagonistes principals de la Crisi del gas entre Ucraïna i Rússia.
Actualment és el primer extractor i primer exportador de gas mundial i a partir del 2005, també s'ha posicionat com un dels actors principals en el mercat mundial del petroli.
El 2007, Gazprom era l'empresa més gran de Rússia i la 3a capitalització borsària mundial, després d'Exxon Mobil i de PetroChina. Al desembre del 2008, a conseqüència de la crisi financera del 2008 i d'altres factors, la seva capitalització a les borses davallà d'un 76%, i atenyé els 85 bilions de dòlars, situant-se així al 35è rang mundial.
A més de les seves reserves de gas natural, i de la xarxa de gasoductes més important del món, posseeix participacions en els sectors bancaris, de les assegurances, dels mitjans de comunicació, de la construcció i de l'agricultura.
Pel que fa a l'any 2007 Gazprom anunciava uns beneficis d'uns 17,8 bilions d'euros. El primer semestre del 2008, veié un augment del 83% dels seus beneficis nets, sigui uns 13,8 milions d'euros.